# カトー・カンブレジ条約
カトー＝カンブレジ条約（仏：Traités du Cateau-Cambrésis, 独：Frieden von Cateau-Cambrésis, 西：Paz de Cateau-Cambrésis）は、16世紀前半のイタリアを巡る戦争（イタリア戦争）を争ったヴァロワ朝（フランス）とハプスブルク家（オーストリア・スペイン）が1559年に結んだ講和条約。
同年にスペインのフェリペ2世がフランス王アンリ2世の娘エリザベートと結婚したおかげで実現した。
カトー＝カンブレジは、フランス北部ノール県の町で、アンリ・マティスの生地でもある。

## 概要
この条約でフランスはイタリアへの権利を放棄した。戦争に中立であったジェノヴァ共和国のコルシカ島にフランス・オスマン連合軍が占領していたのを返還させた。
そしてミラノ・ナポリ・シチリア・サルデーニャ・トスカーナ西南岸がハプスブルク家の統治下となった。代わりにフランスはロレーヌを譲り受けた。ロレーヌにはカルヴァンの生地ノワイヨンが含まれた。
イングランドはフランスにカレーを返還し、両国国境はドーバー海峡で確定した。
また、フィレンツェ公国のメディチ家はシエーナを獲得した。
メディチ家が登場する背景は締結後、数世紀の世界情勢まで決定してしまった。
ルクセンブルク家のドイツ・イタリア政策がメディチ家台頭へつながって、このスペイン・ドイツ・イタリア連合がイタリア戦争と宗教改革を並行させていた。1555年アウクスブルクの和議でカルヴァン派が否定された。翌年、カルヴァン派市民のいるネーデルラントがスペイン領となった。そして1559年にカトー・カンブレジ条約が成った。ほどなく、フランス内でカトリーヌ・ド・メディチがユグノー戦争の主因となった。
1559年の和平を機会にフランス王女マルグリットと結婚したサヴォイア家のエマヌエーレ・フィリベルトは、7人の有力市民にコンパーニア・ディ・サンパオロという銀行をつくらせた。この銀行は対抗宗教改革を目的に設立され、1653年には息子カルロ・エマヌエーレ1世の庇護を受けてモンテ・ディ・ピエタをつくった。ハンブローズ銀行（現ソシエテ・ジェネラル）の会長だったチャールズ男爵が重役に入って、もう一つの宗教事業協会と呼ばれながら現代も活躍している。